# Roeland Park (Kansas)
Roeland Park es una ciudad ubicada en el condado de Johnson en el estado estadounidense de Kansas. En el año 2010 tenía una población de 6731 habitantes y una densidad poblacional de 1.602,62 personas por km².

## Geografía
Roeland Park se encuentra ubicada en las coordenadas 39°02′05″N 94°38′21″O / 39.034705, -94.639211 (39.034705, -94.639211).

## Demografía
Según la Oficina del Censo en 2000 los ingresos medios por hogar en la localidad eran de $51,455 y los ingresos medios por familia eran $61,750. Los hombres tenían unos ingresos medios de $40,504 frente a los $32,212 para las mujeres. La renta per cápita para la localidad era de $26,220. Alrededor del 5.2% de la población estaban por debajo del umbral de pobreza.